# Gorfou de Schlegel
Eudyptes schlegeli
Espèce
Statut de conservation UICN

 LC  : Préoccupation mineure
Le Gorfou de Schlegel (Eudyptes schlegeli) est une espèce d'oiseaux de la famille des Spheniscidae. Il habite les eaux entourant l'Antarctique. Il y a une controverse pour savoir s'il ne s'agit pas seulement d'une sous-espèce de Gorfou doré. On sait que des couples des deux espèces ont pu se reproduire mais cela est relativement rare. Comme les autres gorfous, il se distingue par une touffe de plume de chaque côté de sa tête appelée aigrette. De plus, d'autres espèces de Spheniscidae se sont croisées dans la nature.

## Description
Il mesure 70 cm de haut et pèse 4 à 5 kg. Il ressemble beaucoup au Gorfou doré mais il a la face et le cou blanc alors qu'ils sont noirs chez le Gorfou doré.

## Habitat et mode de vie
Il niche uniquement sur l'île Macquarie (puis les Îlots Bishop et Clerk à proximité de l'île Macquarie environ 1 000 couples), la partie la plus méridionale de l'Australie et comme la plupart des manchots, passe beaucoup de temps en mer de sorte qu'il est considéré comme un animal pélagique.

## Reproduction
Il niche sur les plages, les zones dénudées ou les pentes herbeuses. Comme beaucoup d'oiseaux de mer, il niche en bandes sur le sol, jusqu'à 1 km à l'intérieur des terres. La saison des amours commence en septembre. Les deux œufs sont couvés 35 jours. Le petit est gardé pendant trois semaines puis les parents repartent en mer tandis que les petits forment de grandes colonies. Les petits ont leur plumage vers deux mois.